# 왕세정

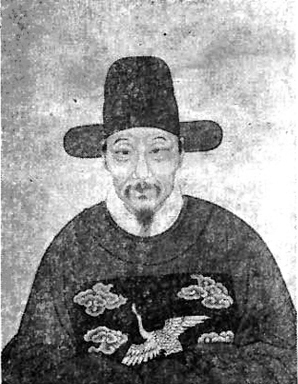

왕세정(王世貞, 1526년 ~ 1590년)은 명나라의 문학가이다. 자는 원미(元美), 호는 봉주(鳳州), 또는 엄주산인(弇州山人)이다.
가정 26년(1547) 진사가 되었다. 이반룡(李攀龍)과 함께 '후칠자(後七子)'의 중심인물이다. 특히 이반룡의 사후 그 뒤를 이어 문단의 맹주(盟主)가 되었고, 20년에 걸쳐 명망을 한몸에 모았다. 같은 고문사파의 의고주의자(疑古注意者)였으나 이반룡 등보다 폭이 넓고, 당송고문(唐宋古文)이나 육조시(六朝詩)도 받아들였다. 특히 만년은 그 경향을 강화시켜 그와 대치했던 당송파의 귀유광(歸有光)의 문장도 칭찬하고 있는데 이것은 명말 문단 풍조의 변화를 보여주고 있는 것이다.
저서에는 임산당별집(山堂別集) 고불고목(觸不能錄)엄주산인사부고(弇州山人四部稿)·독서후(請書後) 등이 있다. (옛글닷컴)